# Simone Weil
|  | No s'ha de confondre amb la política francesa Simone Veil (1927-2017). |

Simone Weil   (París, 3 de febrer de 1909 - Ashford, 24 d'agost de 1943) fou una filòsofa, humanista, escriptora i activista política francesa.
De personalitat complexa, ha estat considerada l'única filòsofa que va viure de primera mà la «condició obrera». De pares jueus no religiosos, es va adherir a l'anarcosindicalisme i es va convertir al cristianisme. Tot i que mai no va batejar-se, va viure una vida marcada per l'espiritualitat, i fou reconeguda com una mística cristiana. També fou una excel·lent hel·lenista, comentarista de Plató, de grans textos literaris d'autors grecs (filosòfics i religiosos) i d'escriptures sagrades hinduistes. Els seus escrits, on la raó es barreja amb les intuïcions religioses i els elements científics i polítics, malgrat l'aparent caràcter dispar, formen una obra amb unitat i coherència.
La seva ideologia, que es caracteritza per un constant aprofundiment, sense canvis de direcció, és la recerca per amor de la veritat, filosòficament reconeguda com una i universal, i que ella defineix com la necessitat més sagrada de l'ànima humana.
Morí en un sanatori anglès, de tuberculosi, el mes d'agost de 1943, amb 34 anys. Era germana del matemàtic André Weil.

## Biografia

### Infantesa
Simone Weil va néixer el 3 de febrer de l'any 1909 a París, en una família d'origen jueu alsaciana per part paterna i instal·lada a París des de feia generacions. Simone Weil tenia tres anys menys que el seu germà gran, André Weil (1906-1998), qui seria un matemàtic de prestigi internacional fins al punt de ser considerat un dels grans matemàtics de la seva generació. André, durant la Segona Guerra Mundial, va viatjar a Finlàndia fugint del nazisme, per ser la seva família d'origen jueu. Ja a Finlàndia fou empresonat i acusat d'espiar per a la Unió Soviètica, fet que va marcar Simone els últims anys de la seva vida.
La seva mare, Salomea Renherz, era nascuda a Rostov del Don, una ciutat de Rússia. El pare de Simone Weil, Bernard Weil, era cirurgià militar. Per aquest motiu i atès que treballava per al Servei de Salut, en el marc de la Primera Guerra Mundial, la família es va haver de traslladar a diferents indrets: Neufchâteau, Menton i Mayenne (entre l'abril de 1915 a l'agost de 1916), Algèria, Chartres i Laval (d'octubre de 1917 a gener de 1919). La feina del pare situava la família dins de la classe benestant, en termes econòmics. Simone no es va sentir mai fortament identificada amb els seus avantpassats, ja que pensava que no eren ells qui havien determinat qui era ella com a persona. A causa de l'antisemitisme (que havia de desembocar en l'Holocaust) que s'instaurava a Europa, la família de Weil no va transmetre la religió jueva als fills ni va rebre cap ensenyament religiós, com ella mateixa en dona testimoni: «He estat educada pels pares i pel germà en un agnosticisme complet».
La família Weil donava molta importància als estudis. Així, Simone Weil, sovint es veia superada pel germà, fet que va marcar molts dels seus escrits i que ella exposa en diverses cartes en parlar de si mateixa. Un dels trets essencials de la seva vida és un amor compassiu pels desgraciats: a l'edat de cinc anys, havent descobert la misèria dels soldats durant la Primera Guerra Mundial, refusa de prendre un terròs de sucre a fi d'enviar-lo al front. La seva experiència, havent estat educada en un entorn totalment agnòstic, i juntament amb l'experiència personal adquirida durant els viatges, va forjar tota una personalitat com a base de la seva filosofia.

### Estudis i formació
Entre 1924 i 1925, assisteix a uns cursos de filosofia de René Le Senne al Liceu Victor-Duruy de París, i aconsegueix d'entrar, al mes de juny de 1925, al batxillerat de filosofia als setze anys. Entra a estudiar el batxillerat de filosofia al Liceu Henri IV, a l'octubre de 1925, on hi passa tres anys. Durant aquesta etapa té de professor Alain (Émile Chartier), que influencia fortament la seva personalitat, i fa de tutor d'estudis de la jove. Coneix Simone de Beauvoir, un any més gran, de camí un dia a la Sorbona, acompanyada d'antics alumnes d'Alain, amb un exemplar de L'Humanité a la butxaca. Simone de Beauvoir en diu: «Em va intrigar, a causa de la seva reputació i del seu abillament estrany... Una gran fam venia de devastar la Xina, i m’havien dit que, en conèixer aquesta notícia, s'havia posat a plorar: les seves llàgrimes van forçar el meu respecte més encara que no els seus dons filosòfics».
El 1927 no pot entrar a la universitat a causa de les seves notes. Un any més tard, l'any 1928 hi accedeix i acaba convertint-se en una de les primeres dones a graduar-s'hi del grau de Filosofia. Treu la millor nota a l'examen de Filosofia i Lògica general, i la segona la treu Simone de Beauvoir. Durant la seva etapa universitària, per la seva forta moral, opinions radicals i un actiu rol reivindicatiu, és anomenada pels companys «verge roja», «l'imperatiu categòric en faldilles» o «marciana».
La seva memòria (el que ara s'anomena treball de final de grau) de 1930 tracta de «ciència i percepció en Descartes». Finalment, obté plaça de professora de filosofia, l'any 1931, amb 22 anys, i comença una carrera docent en diversos instituts arreu de la França rural.

### Activitats polítiques
Durant l'hivern de 1932 a 1933, a Lo Puèi de Velai, se solidaritza amb sindicats obrers i s'uneix al moviment de vaga contra l'atur i els baixos salaris, cosa que provoca un escàndol. Decidida a viure amb cinc francs al dia, com els aturats de Lo Puèi de Velai, sacrifica la resta dels seus honoraris de professora a la caixa de solidaritat dels minaires. No sols decideix donar la seva paga addicional al moviment obrer, sinó que ofereix els seus coneixements als obrers i, així, de nits els feia classes de franc. Això escandalitza la societat burgesa francesa —era llavors molt estrany que una dona es gradués i, encara més, si a sobre s'oferia a ensenyar als obrers gratuïtament.
Com a sindicalista de l'ensenyament es mostra favorable a la unificació sindical i escriu a les revistes L'École Émancipée i La Révolution Prolétarienne. Es considera comunista però no del bàndol estalinista, ans més aviat anti-estalinista. Sense militar en cap partit participa -a partir de 1932- al cercle comunista democràtic de Boris Souvarine, a qui va conèixer per mediació de l'anarcosindicalista Nicolas Lazarévitch.
Passa unes quantes setmanes a Alemanya, l'estiu de 1932, amb l'objectiu de comprendre les raons de l'apogeu del nazisme. Al seu retorn, amb molta lucidesa, exposa en molts articles, entre d'altres a La Révolution Prolétairenne, la probable victòria d'Adolf Hitler, que hi ha el risc que s'esdevingui a les eleccions federals alemanyes de març de 1933.
Amb 25 anys, Weil abandona la docència i la ciutat de París, i s'endinsa en la vida laboral en diferents empreses, fet que l'ajuda a comprendre de primera mà la lluita obrera. Aquesta condició d'obrera la pren amb la finalitat de tenir una consciència real de la desgràcia. Des del 4 de desembre és obrera a la fàbrica Alstom, al 15è districte de París, després treballa a Forges de Basse-Indre, a Boulogne-Billancourt i, finalment, fins al mes d'agost de 1935, de fresadora a la Renault. Coneix la fam, la fatiga, els desaires, l'opressió del treball en cadena a ritme forçat, l'angoixa de l'atur i l'acomiadament. Tot això ho recull en el seu Journal d'usine (Diari de fàbrica).
La prova supera les seves forces. La seva dèbil salut li impedeix de continuar la feina a la fàbrica. Simone Weil pateix particularment terribles mals de cap que li duraran la resta de la seva vida.

### Pacifisme i experiència a la guerra d'Espanya

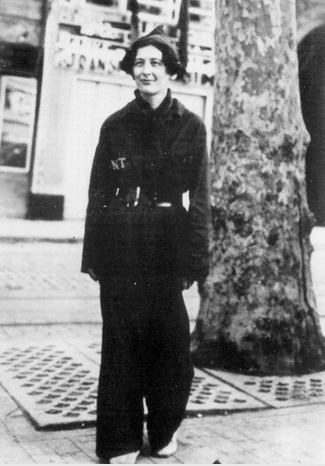
Weil a Barcelona vestida de mecànica amb les inscripcions de la CNT cosides al pit

Fa classes en un lycée de Bourges i, davant l'esclat de la Guerra Civil espanyola, el 9 d'agost del 1936, decideix anar-hi com a corresponsal de guerra. Es troba amb els dirigents del Partit Obrer d'Unificació Marxista: Andreu Nin, Julián Gorkín i Wilebaldo Solano. Entra a formar part de la columna Durruti, on un accident la força a tornar a França. Més acostada als anarquistes, rebutja la posició dels estalinistes, defensa la no-intervenció francesa i l'oposició a tota mena de guerra. Davant l'anexió nazi d'Àustria, al principi defensa una solució negociada i el desarmament. Escriu l'article «Lettre à Bernanos», en resposta al llibre de Georges Bernanos Els grans cementiris sota la lluna. Visita Itàlia. S'intensifiquen les seves vivències religioses. És durant aquesta etapa que es relaciona amb el dibuixant José Luis Rey Vila, qui possiblement adoptarà el pseudònim Sim en homenatge a Simone.
Simone Weil s'arrenglera amb el bàndol republicà, tot i haver-se declarat pacifista, ja que considera que el conflicte és prou rellevant: «No m’agrada, la guerra, però el que sempre més me n'ha horroritzat és la situació dels qui es troben a la rereguarda. Quan vaig comprendre que, tot i els meus esforços, no podia evitar de participar moralment en aquesta guerra, és a dir, de desitjar cada dia, a tota hora, la victòria dels uns i la desfeta dels altres, em vaig dir que París era per a mi la rereguarda, i vaig agafar el tren cap a Barcelona amb la intenció de comprometre-m'hi» (Lletra de 1938).
S'uneix a un grup de voluntaris internacionals que van primer a Barcelona i després a l'Aragó. Hi és del 10 d'agost al 25 de setembre, quan se n'ha d'anar per una cremada accidental al campament de la seva unitat. Mentre hi és, escriu la seva experiència en quaderns. En un projecte d'article hi afirma que odia la coacció militar, la policial i la del treball, i les mentides que es difonen per la premsa i la ràdio, i que justament aquestes quatre condicions es donen en el bàndol que defensa. Tot i que a la Generalitat de Catalunya hi ha membres de la FAI, criden a files, afusellen presumptes insurrectes i els alts càrrecs de l'administració i de les empreses ordenen hores extres als seus treballadors, a més de manipular la informació sobre la guerra.

### Exili i religiositat
Simone Weil critica el govern francès del Front Popular, liderat per Léon Blum, a qui acusa de tenir un discurs que no es correspon amb els seus actes, i diu que França hauria d'ajudar el bàndol republicà, ja que, segons ella, els interessos del poble espanyol estan estretament lligats als del poble francès. Tot i que reconeix que si no s'ha fet no és pas per manca de convicció, sinó per no voler crear un conflicte a nivell europeu. Aprofita aquest escrit per a criticar també la postura de no intervenció de les potències aliades després que Hitler ocupés el territori dels Sudets.
Quan les tropes alemanyes entren a França, ella i la seva família fugen a Marsella. Hi coneix el poeta Jean Tortel, a més de Jean Lambert i Lanza del Vasto. Hi escriu bona part de les notes que després es publicaran com a Cahiers i l'article, entre d'altres, de Le Génie d'Oc. S'interessa pels temes religiosos, i escriu sobre l'atenció com a mitjà per a rebaixar el mal, la contemplació i la intuïció amb les coses sensibles, la poesia, la religió, la diferència entre el treball enriquidor i el deshumanitzat, etcètera.
Ja a Amèrica, l'any 1942, pensa a tornar a Europa per a contribuir a limitar-hi els patiments de la guerra. El novembre de 1942, s'embarca cap a Londres, on l'acullen a France Libre com a redactora. Escriu un gran nombre d'articles i el text L'arrelament, on tracta de la necessitat humana d'arrelament. Afeblida i esgotada, en part per una dedicació excessiva a la feina, mor el 24 d'agost de 1943. Tot i la brevetat de la seua vida, 34 anys, són prou coneguts els seus escrits sobre la guerra, on es barreja el misticisme amb una gran clarividència i originalitat.

### Misticisme
Simone Weil neix dins una família que l'educa en l'agnosticisme i, tot i aquesta preferència familiar, Weil es vincula amb el cristianisme. Segons ella mateixa, tres contactes amb la fe catòlica van ser decisius. El primer, l'any 1935, al port de Póvoa de Varzim, a Portugal, on va sentir els càntics d'«una tristesa commovedora» i «sobtadament va tenir la certesa que el cristianisme és per excel·lència la religió dels esclaus». La segona experiència, l'any 1937, a la ciutat italiana d'Assís, a la petita capella romànica dins de Santa Maria degli Angeli, «incomparable meravella de puresa», on Sant Francesc havia pregat ben sovint, alguna cosa massa forta la va obligar, per primera vegada a la vida, a agenollar-se. La tercera, el 1938, en assistir a la Setmana Santa de Solesmes, anant-hi a totes les celebracions, el pensament de la passió de Jesús entrà en ella per sempre. Hi descobrí per analogia «la possibilitat d'estimar l'amor diví a través de la desgràcia». Mesos més tard, viu l'experiència mística que més li canviarà la vida. Sent la presència de Crist, amb la lectura del poema «Love», de George Herbert, i n'afirma: «El Crist, ell mateix, ha baixat i m'ha pres». Weil va decidir de contactar amb capellans i monjos a fi d'aprendre sobre la fe catòlica i resoldre dubtes existencials nascuts al llarg de les seves experiències místiques. Mossèn Joseph-Marie Perrin (1905-2002), dominicà, l'acompanya i té un paper important durant la seva estada a Marsella, entre 1940 i 1942. La primera conferència entre Simone Weil i Joseph-Marie Perrin es produeix el 7 de juny de 1941. Perrin la posa en contacte amb Gustave Thibon, el pare Lebret i Jacques Loew, entre d'altres. El 8 de maig de 1979, el pare Perrin oferirà al papa Joan Pau II els autògrafs de Simone Weil.
S'interessa també per altres religions, com l'hinduisme, el budisme, les religions antigues d'Egipte i les de la Grècia clàssica. Nogensmenys, sempre s'oposà al sincretisme, resta sempre discreta en la seva evolució espiritual, i no serà fins després de la seva mort que els seus amics descobriran la profunditat de la seva vida espiritual.
Exposa el que passa a Europa amb els jueus, sense il·lusió, a causa de les amenaces a la seva família (d'origen jueu). La primavera de 1940, preveient la batalla de París amb els nazis, proposa a les autoritats militars la formació d'un cos mòbil d'infermeres a primera línia de batalla, amb la finalitat de salvar soldats, però la ràpida ofensiva alemanya no permet la realització del projecte. Quan Paris és abandonada als nazis en ser declarada ciutat oberta, el 15 de juny del 1940 fuig amb la família a Marsella. Allà és on comença a escriure els Cahiers. Progressivament es va reconvertint d'agnòstica a cristiana. Considerant-se cristiana i seguidora de l'Evangeli, en aquests escrits s'hi reflecteixen els dogmes del catolicisme, i hi cerca respostes a la Bíblia i en els llibres sagrats dels egipcis, dels hebreus, dels hindús, i als escrits de Sant Joan de la Creu i de Sant Tomàs d'Aquino.
Pel que fa a l'encarnació o l'eucaristia, s'hi instrueix de la mà de Joseph-Marie Perrin, mossèn dominicà, a Marsella. El juny de 1941, el pare Perrin escriu a Gustave Thibon per a demanar-li que aculli Simone Weil a la seva granja de l'Ardecha: «està exclosa de la universitat per les noves lleis i desitja treballar un temps al camp de grangera». Després d'un primer rebuig, Gustave Thibon accepta, i se n'hi va com a obrera agrícola. En aquest període duu una vida voluntàriament exclosa de qualsevol confort, durant moltes setmanes, fent dejuni i renunciant a la meitat dels seus tiquets de racionament en favor dels membres de la Resistència francesa.
Durant la seva estança a la granja, estudia la pregària del Parenostre i escriu diversos comentaris de caràcter espiritual i metafísic, on explica també la seva concepció de les relacions humanes. La tardor del 1941 retorna a Marsella, on reprèn les classes amb mossèn Perrin, amb el propòsit de reunir els més bells textos de tot el que s'hagi escrit sobre Déu, el seu amor, la seva bondat i els mitjans d'arribar a ell. En aquesta etapa tradueix textos de grec antic (Plató, Anaximandre, Èsquil i Sòfocles), i de sànscrit, que llegeix en reunions d'amics organitzades a la cripta del monestir dominicà. Els escrits i estudis sobre el món hel·lènic i la filosofia grega (sobretot Plató) són recollits als Cahiers du Sud, la revista literària més important de la França lliure, on col·labora amb el pseudònim d'Émile Novis, anagrama del seu nom. Participa en la Resistència distribuint els Cahiers du Témoignage Chrétien (Quaderns del Testimoniatge Cristià) entre la resistència organitzada pels jesuïtes de Lió.

### Últims anys de vida
El 16 de maig de 1942 s'embarca amb els pares cap als Estats Units d'Amèrica, però en comptes de quedar-se a Nova York, ciutat que per a ella era massa confortable en temps de guerra, fa tot el possible per anar-se'n al Regne Unit, on arriba el novembre del mateix any. Treballa com a redactora als serveis de la França Lliure, on es dedica a escriure estudis sobre la necessitat de reorganització de França un cop acabada la guerra. D'aquesta etapa destaquen: Note sur la suppression générale des partis politiques, Idées essentielles pour une nouvelle Constitution, i el seu text més important, Étude pour une déclaration des obligations envers l'être humain.
Tot i això, el que volia per damunt de tot era obtenir una missió perillosa. Es delia per compartir les condicions de vida de la França ocupada. Va voler-se afiliar a les xarxes de resistència en territori francès, però rebé una forta decepció quan l'entorn del president Charles De Gaulle (Maurice Schumann, Jean Cavaillès, André Philip) no li ho deixen fer, això no obstant continua insistint-hi, malgrat saber que corria el risc de ser capturada per la policia francesa, ser identificada com a filla de jueus i ser deportada.
La seva salut, però, va empitjorant fins que li diagnostiquen tuberculosi i és ingressada d'urgència a l'hospital de Middlesex. Tres mesos després d'ingressar a l'hospital dimiteix de l'organització del general De Gaulle. El 24 d'agost de 1943, a l'edat de 34 anys, mor a causa d'una crisi cardíaca al sanatori d'Ashford. És enterrada al cementiri catòlic d'aquesta vila.
Simone Weil condemnava el suïcidi per desesperació com es veu en els seus escrits: «mai no s'ha de desitjar la pròpia mort. El suïcidi només és permès quan és sols aparent, quan hi ha coacció i quan som plenament conscients de la coacció». Tot i això, segons el metge forense, Weil s'havia privat de menjar, fet que li va precipitar la mort. Del que va dir el forense que la va examinar, se'n van fer especulacions sobre les causes psicològiques que la podien haver dut a fer dejuni. Una hipòtesi comunament estesa és que Weil afirmava que ho feia per solidaritat amb els seus conciutadans en rebutjar de nodrir-se i acceptar de viure en la pobresa. Segons la seva principal biògrafa, Simone Pétrement, les cartes del personal del sanatori on es trobava en morir demostren que va provar de menjar diverses vegades durant el seu ingrés. El dejuni devia ser, senzillament, una conseqüència del deteriorament de la seva salut. Tots els llibres sota el nom de Simone Weil, sense excepció, han estat publicats pòstumament.

## Filosofia

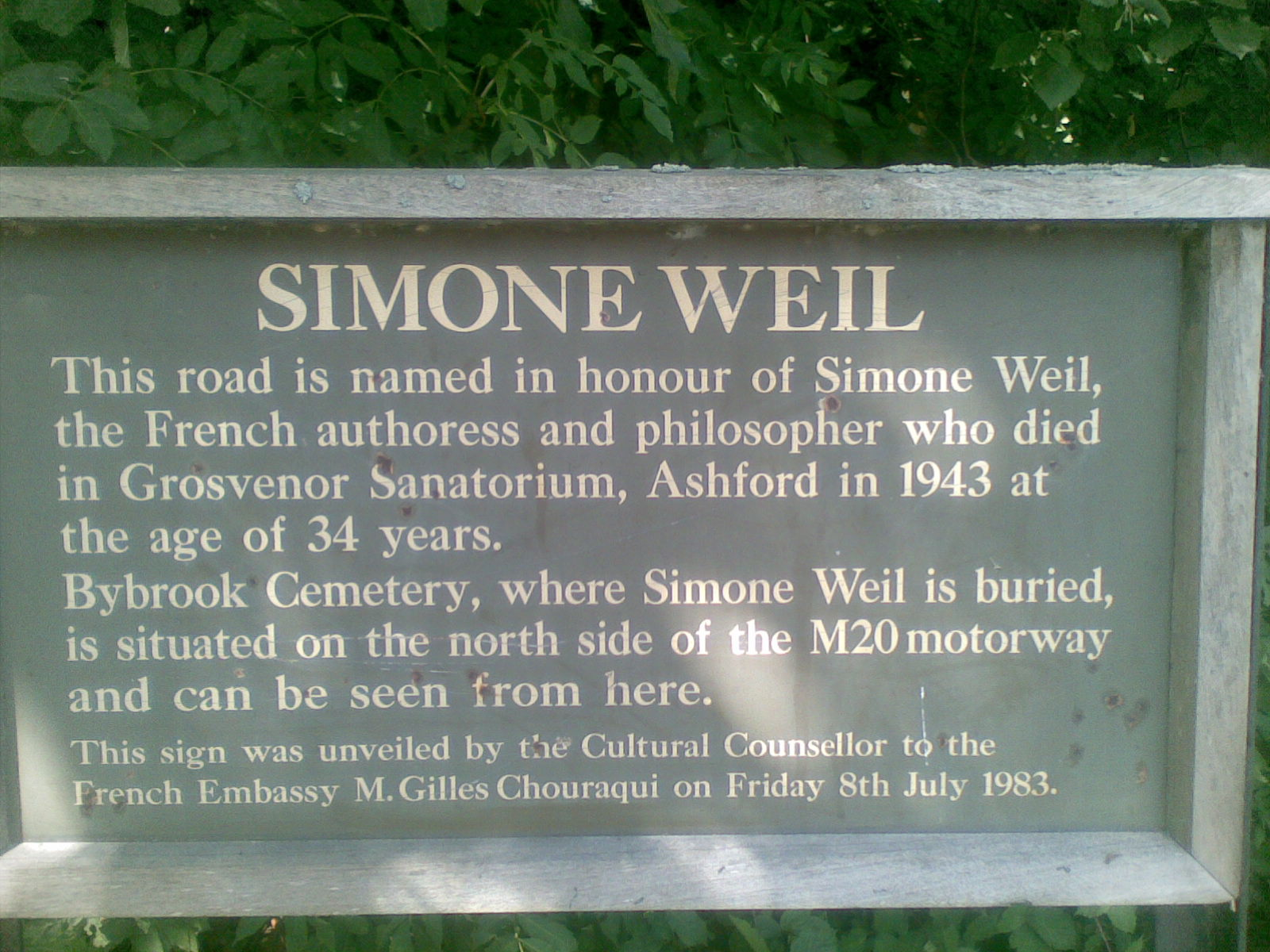
Placa commemorativa a la Simone Weil Avenue

### Misticisme aLa pesanteur et la grâce
Aquest llibre no apareix sota el seu nom com a autora, ja que no fou escrit per ella. El componen fragments d'escrits dels seus quaderns personals, organitzats per temàtiques, triats per Gustave Thibon, que la coneixia i hi havia mantingut una relació d'amistat. De fet, ella li havia donat moltes llibretes i escrits abans de maig del 1942, però sense pensar que poguessin ser publicats. Per tant, l'organització i l'edició del llibre són de Gustave Thibon. Influït per la mística negativa, T. S. Eliot la considerà un titella dels temps moderns. Weil rebutjava l'Antic Testament i, per tant, és possible que també el judaisme, amb el qual estava lligada de naixença, fet que la dugué a formar-se la seva pròpia teodicea.
Simone Weil no considera pas que el món sigui la creació d'un demiürg, però sí que l'expressió directa de l'amor de Déu, tot i saber en carn pròpia que el món és un món malvat, barreja d'atzar i de necessitat. Aquesta juxtaposició la duu a produir una forma poc habitual de teodicea cristiana. La seva neboda, Sylvie Weil, i el biògraf Thomas R. Nevin, van considerar que, per la seva ideologia, Simone no devia haver rebutjat mai el judaisme.

### Bellesa
La noció de bellesa que té Simone Weil és considerada fora de qualsevol esteticisme i de tota recerca de perfecció personal en l'art. Allò bo és definit com allò que l'ésser humà és capaç de contemplar. En els seus escrits, qualifica de millors obres la Ilíada, les tragèdies d'Èsquil i de Sòfocles, el Càntic del germà Sol, Johann Sebastian Bach i els cant gregorià. L'ordre del tot, entès en el sentit grec de kosmos, també és bell, car és una harmonia que tradueix l'obediència del món a Déu, reflex i signe irrefutable de l'amor diví, com Plató mostra al diàleg amb Timeu. La bellesa no és pas un atribut de la matèria, però hi ha relació entre el món i la nostra sensibilitat. Cada experiència sensible de bellesa exerceix una funció mediadora, facilitant l'acceptació de la necessitat universal i duent a un perfeccionament: l'atracció de la bellesa implica una renúncia.
Per a Weil, la bellesa és la prova experimental que l'encarnació és possible. La bellesa és inherent a aquest món, ja que el logos, sensible per mitjà de la geometria (influència de les matemàtiques), és l'organitzador del món material, preveient el món del més enllà. «Hem de tenir fe que l'univers és bell a totes les escales; i, més generalment, que té la plenitud de la bellesa respecte a l'estructura corporal i psíquica de cadascun dels éssers pensants de fet existents i de tots els possibles. Fins i tot és aquesta concordança d'una infinitat de belleses perfectes el que fa el caràcter transcendent de la bellesa del món. L'amor de la bellesa ve de Déu». Afirma també que la bellesa del món «és el somriure de la tendresa de Crist per nosaltres a través de la matèria».
Allò bo fa una funció de soteriologia (branca de la teologia que estudia la salvació): «La bellesa sedueix la llum per tal d'obtenir el permís de passar a estimar». Weil concep doncs una altra realitat divina rere del món, on el mal conquereix per la força bruta i la bellesa ho reverteix a l'interior de cadascú.

### L'absència
L'absència és la clau de la seva metafísica. Creu que Déu crea en un acte d'auto-limitació; en altres paraules, Déu és vist com una espècie de plenitud total, és un ésser perfecte. La criatura només pot existir quan Déu no hi és. Així, la creació es produeix només quan Déu es retira parcialment. El misticisme jueu té idees similars: «Déu pot ser present en la creació només en forma d'absència». Per a ella, la kenosi original, que és buida, precedeix la kenosi correctiva amb l'encarnació de Crist. Així, doncs, naixem en una mena de posició maleïda, no pel pecat original com a tal, sinó perquè, per a ser creats, hem de ser precisament el que Déu no és, així és que hem hagut de ser el contrari del que és sant.
Aquesta noció de creació és la pedra angular de la seva teodicea, ja que si la creació és concebuda d'aquesta manera (ja que necessàriament conté el mal), no hi ha cap problema per a l'entrada del mal en un món perfecte. Això no és una limitació de l'omnipotència de Déu, no és pas que Déu no hagi pogut crear un món perfecte, és que l'acte a què ens referim en dir «crear» en la seva essència implica la impossibilitat de perfecció.
Tanmateix, aquesta noció de la necessitat del mal no vol pas dir que estiguem simplement, de principi i contínuament, condemnats; al contrari, diu que «el mal és la forma que la misericòrdia de Déu pren en aquest món». Creu que el mal i la seva conseqüència, la desgràcia, tenen el paper d'allunyar-nos de nosaltres mateixos i de Déu. Comptat i debatut, l'extrema desgràcia que s'apodera de l'ésser humà no la crea pas, la misèria humana, només la revela.

### De la destrucció a la caritat
Una anàlisi exhaustiva dels conceptes de «persona» i «drets de la persona humana» duu Simone Weil a afirmar: «La persona en nosaltres és error i pecat». Així, en una operació de càlcul, l'error d'un infant duu el segell de la seva persona. Però si, en el càlcul, «procedeix de manera perfectament correcta, la seva persona és absent de tota l'operació». La part de l'ésser humà que diu «jo» és especialment marcada pel pecat, pel que Weil en diu la «divinitat imaginària», per una il·lusió de perspectiva, cadascun de nosaltres ocupa una situació imaginària al centre del món. Des d'aquest centre de referència irreductible a qualsevol altre, cada individu interpreta l'univers d'acord amb els seus desitjos i les seves creences.
Cada un té al seu voltant la jerarquia de valors, i creu que pot ordenar la matèria i les ànimes fins al punt d'usurpar el lloc de Déu i negar els altres. Aquesta mena d'existència és la condició autònoma de la criatura; és el resultat del lliure albir. Renunciar per amor i humilitat a centrar-se en el jo, renunciar a ser una persona, és el que tradueix el concepte de «des-creació» de Weil. Després d'haver completat la dissolució del jo (en altres paraules, la dissolució de l'existència pecaminosa), l'home «viurà deixant d'existir».
Accedir a aquesta manera de ser impersonal, a què s'arriba només per mitjà de l'atenció i la soledat, és tot el que «la mística [que] sempre ha volgut aconseguir, que no hi hagi cap part en les seves ànimes que digui "jo"». És per a poder abordar tot el que és sagrat, perquè «la veritat i la bellesa habiten aquest domini de coses impersonals i anònimes». «Ara, havent buidat el seu fals déu, no és altra cosa que el consentiment de l'amor. La cara d'aquest amor es gira cap a l'amor de la persona de pensament veí; la cara orientada a la matèria és l'amor de l'ordre del món o, cosa que és el mateix, l'amor de la bellesa del món».

### El mal i la metafísica de la redempció
La desgràcia és una cosa altra que el sofriment. La infelicitat tampoc no és dolenta i va més enllà del simple patiment físic, tot i que n'és inseparable. En la seva forma extrema, la desgràcia combina tant el dolor físic, l'angoixa de l'ànima i la degradació social, és un desarrelament de la vida en tots els seus components, i s'hi imposa l'angoixa física i mental que assota l'ànima. «La infelicitat és un mecanisme per a aixafar l'ànima; l'home atrapat és com un treballador atrapat en les dents d'una màquina. És només una cosa trencada i sagnant. És la infelicitat el que obligà Crist a demanar d'estalviar-se-la, i Job a plorar a Déu». «En l'àmbit del sofriment, la desgràcia és una cosa diferent, específica, irreductible. És més que un simple patiment. Pren l'ànima i la marca, al fons, amb una marca que li pertany, la marca de l'esclavatge. L'esclavatge tal com es practicava a l'antiga Roma n'és només la forma extrema, de desgràcia. Els antics, que ho sabien bé, deien: "L'home, el dia que esdevé esclau, perd la meitat de l'ànima"».
No obstant això, el dolor físic ens fa conscients de la veritat de la condició humana, ens revela que la nostra autonomia és enganyosa, car estem sotmesos a la necessitat mecànica, a les lleis que regeixen l'ordre del món, que fan que l'ésser humà sigui un ésser vulnerable, fràgil i mortal; Weil cita sovint aquest vers d'Èsquil en relació amb el càstig de Prometeu: «Pel sofriment, el coneixement» (en grec, τῷ πάθει μάθος). De fet, és possible fer-ne un bon ús, de la desgràcia: quan hi ha el consentiment de tota l'ànima en un moviment d'amor perseverant, per la certesa de la misericòrdia de Déu. Això és el que mostra el final del Llibre de Job: al final de la seva angoixa, Job rep la revelació de la bellesa del món. De la mateixa manera, per al cristià: on hi ha ple consentiment, i la necessitat incondicional, és a dir, la possibilitat del mal, hi ha la plenitud de l'amor de Déu».
La guerra i l'opressió social van ser els dos casos més intensos de desgràcia a l'abast de Weil; per a experimentar-la, es va dedicar a fer la vida d'un treballador de fàbrica i, per a entendre-la, va estudiar la Ilíada d'Homer. El seu assaig, La Ilíada o el poema de la força il·lustra que l'imperi de la força afecta tant als qui l'exerceixen com els qui la pateixen. La desgràcia s'associa tant a la necessitat com a la casualitat, la qual li dona un caràcter d'injusta. Dit d'una altra manera, la meva desgràcia no ha de ser la conseqüència del meu pecat, segons la teologia tradicional de l'Antic Testament, sinó que s'ha de produir sense cap motiu concret.

### Metaxú
Weil pren de Plató la idea de metaxú (μεταξύ, “entre”), la preposició del grec clàssic que incorpora la noció d'«intermediació». El que separa també pot connectar, per exemple la paret que separa dos presoners, que es pot fer servir per a la comunicació per colpejant la paret. «La paret és el que els separa, però també el que els permet de comunicar-se. Així entre nosaltres i Déu. Qualsevol separació és un enllaç». Per a Weil, els veritables béns de la terra són metaxú: no es pot privar cap ésser humà del seu metaxú, és a dir, de la casa, la terra, les tradicions i la cultura, perquè és el que li nodreix l'ànima, sense el qual, fora de la santedat, la vida humana no és possible. «És per això que és un sacrilegi destruir aquests béns de la terra, com són els països d'origen i les nacions». Respectar les terres estrangeres ha de ser, per al propi país, no un ídol, sinó un pas cap a Déu.

### Crítica del marxisme i de l'opressió del treballador
Simone Weil, tot i considerar-se sindicalista i revolucionària, mai no va donar suport a la Unió Soviètica, cosa que altres figures coetànies amb qui compartia pensament polític sí que ho van fer. Weil va assenyalar l'URSS, fent veure com les polítiques impulsades per Ióssif Stalin s'havien allunyat de la utopia plantejada per Karl Marx.

#### Combatre el feixisme fent costat a l'URSS
El 1933, tenint en compte que a gran part d'Europa s'hi havia estès el feixisme, Weil va examinar si tota l'esperança per a combatre el feixisme podia venir de fer costat a un estat considerat «obrer», que en teoria representava els interessos del proletariat i construïa el socialisme per, un cop implantat al seu territori, exportar-lo a l'àmbit mundial o si, per contra, això no era sinó una utopia i una il·lusió. Si es demostrava que l'URSS era realment un estat obrer, s'hauria de defensar i no pas desacreditar. Si, per contra, no hi havia al món cap estat que pogués ser considerat legítimament representant dels interessos del proletariat, no tenia cap lògica defensar l'URSS sinó que s'havia de lluitar perquè el propi estat esdevingués un estat obrer.

#### Llacunes, contradiccions i incoherències de la teoria marxista
En la seva anàlisi del marxisme, Simone Weil estudià les contradiccions que la teoria plantejava i les llacunes i incoherències que la doctrina deixava entreveure. A finals del 1937 explica que en la seva adolescència havia llegit El capital de Karl Marx, que en aquesta lectura va observar-hi incongruències i contradiccions, i que, com que llavors era molt jove i, per tant, no confiava prou en les seves capacitats per a analitzar un text a què s'havien adherit tanta i tanta gent, va pensar que d'altres devien haver analitzat les contradiccions i que, per tant, l'aportació que ella pogués fer-hi, amb la seva manca d'experiència, seria insignificant per a la doctrina.
Weil va observar contradiccions clares i manifestes entre el mètode d'anàlisi de Marx i les conclusions que en va treure seguint, suposadament, el seu mètode. Tal com exposa en un article, responent a la pregunta «¿S'ha de revisar el marxisme?» formulada per la revista Essais et combats el 1937, diu: «[Marx] va fer del seu mètode un instrument per a predir el futur conforme als seus desitjos […] ell, el no conformista, es va deixar dur per una conformitat inconscient amb les supersticions menys fundades de la seva època, és a dir, el culte a la producció, el culte a la gran indústria i la fe cega en el progrés». Per tant, segons Weil, Marx planteja el mètode a seguir i intenta d'emmotllar els arguments per poder arribar a la conclusió final desitjada.
Podem observar, al fragment anteriorment citat, que per a ella el materialisme històric ha acompanyat tant el capitalisme com el socialisme. Ho exposa així: «tot el materialisme, en la mesura que atribueix a la matèria la fabricació automàtica del bé, s'ha de classificar entre les formes inferiors de la vida religiosa. Això és evident en els economistes burgesos del segle xix, apòstols del liberalisme, que parlen de la producció amb un to verament religiós. Això encara és mes palès en el marxisme. El marxisme és tot ell una religió en el sentit més pur de la paraula. Té en comú amb totes les formes inferiors de la vida religiosa el fet d'haver estat contínuament utilitzat, segons la frase tan exacta de Marx, com a opi del poble».
A la pregunta «¿S'ha de revisar el marxisme?», formulada per la revista Essais et combats, Weil hi respon que no es pot revisar allò que no existeix ni ha existit mai. El marxisme no ha existit, només han existit diferents afirmacions incompatibles. No hi ha cap classe superior, no hi ha cap classe que tingui més coneixement o un coneixement més clar i precís de la societat. Per tant, ni socialistes, ni feixistes, ni sindicalistes, ni burgesos, ni conservadors, ni comunistes ni obrers tenen més poder ni coneixement que cap altre i és per això que els obrers no tenen cap «encàrrec» històric, com afirma Marx. És molt bo que defensin els seus drets i les seves llibertats, però no se'n pot afirmar res més, no se'ls pot considerar superiors ni es pot creure que tinguin cap tasca històrica.

#### Les desigualtats
Weil considera que el marxisme deixa moltes preguntes sense resposta perquè poden posar en perill el dogma marxista. La principal contradicció que deixa entreveure és el mètode per a acabar amb les desigualtats. Segons Weil, a diferència del que exposa el marxisme, les desigualtats no poden abolir-se mitjançant una revolució. Per a ella, la revolució s'ha de produir després d'assolir la igualtat, car si es produeix abans la revolució serà només aparent i deixarà intacta l'opressió, si és que no l'agreuja. Aquesta és una de les contradiccions del marxisme, segons ella, perquè no es pot considerar que la societat ja sigui prou madura. Per tant, cal preguntar-se: ¿com un factor d'opressió, tan lligat a la vida social, pot desaparèixer de sobte? ¿Com pot una classe social com l'obrera passar de ser un simple engranatge de les fàbriques a ser la classe dominant? A preguntes com aquestes no donen resposta ni Marx ni els seus successors.

#### La guerra
Un altre punt que segons ella és una incongruència és el fet de no anomenar ni analitzar la guerra. Haurien d'haver analitzat la guerra i la seva relació amb el règim. No es pot negar que la indústria militar és un pilar fonamental de l'enriquiment d'un territori i doncs no podem parlar només de competitivitat entre empreses. Quan parlem d'indústria militar hem de parlar de rivalitat entre nacions. ¿Com pot el marxisme acabar amb aquesta competitivitat capitalista?

#### Els dominadors, una nova classe social
Va observar com, tot i reivindicar-se de la classe obrera, la Unió Soviètica deixa entreveure una altra classe social ben allunyada de l'obrera, la classe dels dominadors, la classe social dels dirigents. Aquesta nova classe social, que es troba des de l'Alemanya Nazi fins a l'URSS passant pels Estats Units d'Amèrica, és el que anomena «nova burocràcia». Per tant, sigui l'estat o sigui l'empresa, les activitats són dirigides per una classe dominant. Els comunistes de l'URSS, tal com ella exposa, obeeixen la burocràcia russa i els treballadors hi continuen essent explotats. De la mateixa manera, els treballadors dels països occidentals obeeixen els capitalistes i són explotats per ells.

#### La crítica de l'opressió
Un dels punts principals de la crítica de Weil al marxisme és la crítica de l'opressió. Karl Marx col·loca la font de l'opressió que pateixen els treballadors no en els homes, ni en les institucions, sinó en el mecanisme de relacions socials. Weil considera que és una contradicció creure d'una banda que l'opressió va lligada a la vida social i, d'una altra, que amb la caiguda del capitalisme la desigualtat i l'opressió s'acabaran. Segons ella l'opressió que pateix l'obrer ja no deriva únicament i directa de l'economia, de la plusvàlua o de la propietat privada. Eliminant la propietat privada i col·lectivitzant les empreses no s'elimina pas l'opressió. Com era el cas als estats socialistes, com ara l'URSS, on no existia la propietat privada però no s'havia acabat amb les desigualtats ni amb l'opressió.

#### Dogma del socialisme científic
Weil es mostra contrària a la creença que un estat socialista com l'URSS pugui acabar amb les desigualtats de classe i, per tant, parla del dogma del socialisme científic. Aquest vol fer creure cegament que quan desaparegui el capitalisme també ho farà l'opressió. Simone sap que no és així, considera que l'opressió té l'origen en la subordinació de l'obrer a l'empresa, i que aquesta no es troba només en el capitalisme sinó en totes les civilitzacions centrades en l'especialització. En aquests tipus de civilitzacions els especialistes tenen el monopoli del poder i els qui han de seguir-los són els oprimits. Els especialistes són els qui coordinen i els ignorants els qui executen.

#### Treball intel·lectual i treball manual
Per tant, segons ella, el principal motiu per què existeix l'opressió ja no és la propietat privada i la incapacitat dels obrers per a regir-se i dirigir la seva feina. El motiu per què existeix la desigualtat, la injustícia i l'opressió de l'obrer és la separació entre treball intel·lectual i treball manual. En aquesta separació, els qui exerceixen el treball intel·lectual són els dirigents, els dominadors, i els qui exerceixen el treball manual són els treballadors, els oprimits. Aquesta situació creix a mesura que les societats es fan més i més complexes. Com més s'estén el domini de l'estat sobre la natura més gran es fa aquesta situació.
Weil exposa la paradoxa que com més domini hi ha en l'àmbit col·lectiu, és a dir, com més poder té l'estat, menys poder i més esclavatge hi ha en l'home. Per tant, com més es modernitza l'estat i més modern és el règim de producció, més esclavitzat es troba l'individu. El treballador no és res més que matèria, per als qui dirigeixen. Karl Marx ja plantejava la separació entre treball intel·lectual i treball manual, la diferència és que lligava aquesta separació al sistema capitalista i no plantejava la possibilitat de la permanència d'aquesta separació en un estat socialista.

#### Règim de producció modern
Weil creu que l'opressió és conseqüència directa del règim de producció modern, no únicament del capitalisme, sinó que és equiparable tant en el capitalisme com en el socialisme. El socialisme subordina el treballador a les forces de producció buscant el màxim rendiment fins a explotar-lo. El socialisme col·loca l'home com a subordinat del progrés de la producció. Per una banda hi ha un reconeixement de la llibertat i de la igualtat però, d'una altra, això esdevé una utopia perquè el marxisme se centra massa en el mode de producció i en el rendiment, els quals fan minvar considerablement la llibertat i la igualtat.
Afirma i defensa que encara que hi hagi un creixement en el progrés tècnic i conseqüentment un creixement de les forces productives no s'ha d'arribar necessàriament ni a la alliberament de l'opressió ni a la llibertat. Així és que, d'una banda, no podem considerar que el sistema de producció acabi posant-se al servei dels homes i, d'una altra, que l'augment del rendiment del treball acabi derivant en la alliberament de la societat.

#### El desarrelament obrer
En la seva obra defineix el terme de desarrelament. Per a ella, el desarrelament obrer és una de les causes de la injustícia i de la infelicitat dels éssers humans, i és resultat de l'opressió. Els obrers i les obreres no senten les fàbriques com a pròpies, no les consideren res més que quelcom aliè. Aquest desarrelament es consolida perquè el treballador té por de perdre la feina i, per consegüent, la feina i el baix sou es converteixen en l'únic motiu que té per a anar al lloc de treball. Com que els obrers són considerats màquines i no pas éssers humans, la iniciativa, la llibertat, la creativitat i les accions del treballador s'esfumen. Una altra causa de desarrelament és la denigració i el patiment del treballador, cosa que fa que actuï mecànicament, sense plantejar-se el que fa. L'obrer, a més, ha d'adaptar-se al funcionament de la màquina, i no a l'inrevés, cosa que li retalla la llibertat.

## Reconeixements
- A Ashford li van dedicar la Simone Weil Avenue.[22]
- De novembre del 2009 a febrer del 2010, a Barcelona es va organitzar, amb motiu del centenari de la filòsofa, l'exposició «Simone Weil. Pensar amb tota l'ànima. 1909-2009», a la Biblioteca de Filosofia, Geografia i Història de la Universitat de Barcelona.[23]

## Obres en català
- En espera de Déu. Traducció d'Hermínia Grau. Barcelona: Edicions 62, 1965. Col·lecció "Blanquerna".
- Escrits sobre la guerra. Trad. d'Anna Berenguer i Isabel Ortega. Introducció de Maite Larrauri. Alzira: Bromera, 1997.
- Autobiografia espiritual i altres escrits de Marsella. Trad. i pròleg d'Emilia Bea. Paiporta: Denes, 2008. Col·lecció "Rent".
- L'arrelament. Preludi a una declaració dels deures envers l'ésser humà. Trad. de Rosina Ballester. Barcelona: Edicions de 1984, 2016.
- El geni d'Oc. Palma: José J. de Olañeta, 2017. Col·lecció "Centelles".
- La gravetat i la gràcia. Trad. Pau Matheu. Barcelona: Fragmenta, 2021. ISBN 978-84-17796-49-5[18]
- Assaig sobre la supressió dels partits polítics. Trad. de Paula Veciana Botet i Jordi Mir Garcia. Pol·len Edicions; col·lecció "L'observatori". Barcelona, 2023.
- Una biografia epistolar. Introducció i traducció d'Emilia Bea. València: Publicacions de la Universitat de València, 2024. Col·lecció "Breviaris".